# Авиационные происшествия 1999 года
В данном списке перечислены происшествия в гражданской и военной авиации, произошедшие в 1999 году и повлёкшие за собой потерю летательного аппарата и/или человеческие жертвы. В список не входят потери, произошедшие в зонах активных военных конфликтов.
В графе «Жертвы» через косую черту указаны число погибших/число выживших (например, 5/1 — 5 погибших, 1 выживший). Все происшествия представлены в хронологическом порядке, могут быть отсортированы по типу летательного аппарата и по эксплуатанту.
Список составлен на основе открытых источников, является неполным и может содержать неточности.

## Гражданская авиация

### Самолёты
| Дата        | Тип ЛА                | Эксплуатант                                           | Номер    | Место                            | Жертвы      | Примечания |
| ----------- | --------------------- | ----------------------------------------------------- | -------- | -------------------------------- | ----------- | --- |
| 12 января   | F-27 «Френдшип» 600   | Channel Express                                       | G-CHNL   | Гернси, Нормандские острова      | 2/0         | Разбился при посадке.                                                                                          |
| 13 января   | DC-3C                 | Kelowna Flightcraft Air Charter                       | C-GWUG   | Британская Колумбия, Канада      | 2/0         | Врезался в деревья при полёте в ночных условиях.                                                               |
| 7 февраля   | Боинг 707-328C        | Avistar                                               | 9G-ROX   | Братислава, Словакия             | 0/7         | Разбился на взлёте после отказа двух двигателей.                                                               |
| 13 февраля  | СМ-92 Финист          | Трансавиа                                             |          | Орловская область, Россия        | 4/0         | Разбился из-за резкого ухудшения погодных условий.                                                             |
| 24 февраля  | Ту-154М               | China Southwest Airlines                              | B-2622   | Китай                            | 61/0        | Потерпел катастрофу по технической причине.                                                                    |
| 5 марта     | Боинг 747-2B3F        | Air France                                            | F-GPAN   | Ченнай, Индия                    | 0/5         | Ударился носовой частью о ВПП при посадке и сгорел.                                                            |
| 18 марта    | DC-3C                 | ALIANSA Colombia                                      | HK-337   | Колумбия                         | 8/0         | Пропал. Найден через 23 дня. Вероятная причина крушения — потеря управления во время турбулентности.           |
| 7 апреля    | Боинг 737-4Q8         | Türk Hava Yollari                                     | TC-JEP   | Турция                           | 6/0         | Потерпел катастрофу в результате ошибки экипажа, вероятно, усугублённой сложными метеорологическими условиями. |
| 15 апреля   | MD-11                 | Korean Air                                            | HL7373   | Шанхай, Китай                    | 3/0         | Катастрофа произошла из-за ошибки экипажа. На земле погибло 5 человек.                                         |
| 22 апреля   | Боинг 727-23          | Million Air Charter                                   | ZS-IJE   | Йоханнесбург, ЮАР                | 0/66        | Попал под град при заходе на посадку, списан из-за сильных повреждений.                                        |
| 1 июня      | MD-82                 | American Airlines                                     | N215AA   | Литл-Рок, США                    | 11/134      | Потерпел катастрофу при посадке во время грозы.                                                                |
| 2 июля      | F-27 «Френдшип» 600   | Myanma Airways                                        | XY-AEO   | Мьянма                           | 8/0         | Врезался в гору.                                                                                               |
| 4 июля      | DC-6A                 | LANC Colombia                                         | HK-1776  | р-н Вильявисенсио, Колумбия      | 5/13        | Потерпел катастрофу из-за неисправности двигателя.                                                             |
| 7 июля      | Боинг 727-243F        | Hinduja Airlines                                      | VT-LCI   | р-н Катманду, Непал              | 5/0         | Грузовой борт. Разбился из-за ошибок экипажа.                                                                  |
| 26 июля     | Ил-76ТД               | Эльф-Эйр                                              | RA-76819 | Иркутск, Россия                  | 0/7         | Разбился на взлёте.                                                                                            |
| 7 августа   | Дорнье 228-201        | TACV                                                  | D4-CBC   | о. Санту-Антан, Кабо-Верде       | 18/0        | Врезался в склон горы при полёте в сложных метеорологических условиях.                                         |
| 24 августа  | MD-90-30              | Uni Air                                               | B-17912  | Тайвань                          | 1/95        | Потерян в результате возгорания на борту после посадки.                                                        |
| 26 августа  | Як-40                 | Uzbekistan Airways                                    | UK-87848 | Турткуль, Узбекистан             | 2/33        | Столкнулся с линией электропередачи при заходе на посадку.                                                     |
| 30 августа  | C-117D                | Mabuhay Airways                                       | RP-C473  | Филиппины                        | 0/9         | Задел линии электропередач и рухнул на рисовое поле.                                                           |
| 31 августа  | Боинг 737-204C        | LAPA                                                  | LV-WRZ   | Буэнос-Айрес, Аргентина          | 63—64/40—39 | Потерпел катастрофу на взлёте из-за ошибки экипажа.                                                            |
| 5 сентября  | HS 748-501 «Супер» 2B | Necon Air                                             | 9N-AEG   | р-н Катманду, Непал              | 15/0        | Врезался в телекоммуникационную вышку в районе аэропорта.                                                      |
| 14 сентября | Боинг 757-204         | Britannia Airways                                     | G-BYAG   | Испания                          | 0/245       | Потерпел аварию при посадке и списан.                                                                          |
| 16 октября  | DC-8-62F              | Continental Cargo Airlines                            | 9G-REM   | Киншаса, Конго                   | 0/8         | Потерпел аварию при посадке и сгорел.                                                                          |
| 31 октября  | Боинг 767-366ER       | EgyptAir                                              | SU-GAP   | у побережья шт. Массачусетс, США | 217/0       | Упал в море в результате действий пилота (возможно, преднамеренных).                                           |
| 9 ноября    | DC-9-31F              | TAESA                                                 | XA-TKN   | р-н Уруапан, Мексика             | 23/0        | Разбился после вылета из аэропорта Уруапан.                                                                    |
| 5 декабря   | Ил-114Т               | Ташкентское авиационное объединение им. В. П. Чкалова | UK-91004 | Москва, Россия                   | 5/2         | Потерпел катастрофу на взлёте.                                                                                 |
| 21 декабря  | DC-10-30              | Cubana de Aviacion                                    | F-GTDI   | Гватемала                        | 16/314      | При посадке выкатился с ВПП и врезался в жилые дома.                                                           |
| 22 декабря  | Боинг 747-2B5F        | Korean Air                                            | HL7451   | р-н Лондона, Великобритания      | 4/0         | Разбился после взлёта.                                                                                         |
| 25 декабря  | Як-42Д                | Cubana de Aviacion                                    | CU-T1285 | р-н Валенсии, Венесуэла          | 22/0        | Врезался в гору при заходе на посадку в 12 км от Валенсии.                                                     |
| 28 декабря  | Ан-28                 | Ecuato Guineana de Aviacion                           | 3C-JJI   | Чёрное море                      | 6/0         | Упал в море.                                                                                                   |

### Вертолёты
| Дата       | Тип ЛА     | Эксплуатант                               | Номер    | Место                      | Жертвы | Примечания |
| ---------- | ---------- | ----------------------------------------- | -------- | -------------------------- | ------ | --- |
| 29 января  | Ми-8       | Стрежевской авиаотряд гражданской авиации | RA-24696 | Томская обл., Россия       | 2/4    | Разбился во время незаконной охоты. Комиссия, расследовавшая авиационное происшествие, установила, что в момент начала развития аварийной ситуации за органами управления находились второй пилот и один из пассажиров. |
| 10 февраля | Ми-8МТВ-1  | Heyns Helicopters                         | ZS-RIP   | Кейптаун, ЮАР              | 4/0    | Зацепился рулевым винтом за рекламный щит. |
| 14 марта   | Ми-8МТВ-1  | Владивосток-авиа ООН                      | RA-25464 | Гаити                      | 13/0   | Врезался в гору. |
| 16 марта   | Ми-8       | Кречет                                    | RA-93932 | Камчатка, Россия           | 21/4   | Разбился из-за ошибки экипажа. |
| 3 апреля   | Белл 412   | Gatari Hutama Air Services                | PK-HMV   | о. Калимантан, Индонезия   | 7/5    | Упал в море. |
| 4 апреля   | UH-1B      | San Joaquin Helicopters                   | N123SJ   | Мехико, Мексика            | 0/5    | Во время посадки столкнулся с вертолётом, стоявшим на земле. |
| 14 апреля  | Белл 206B  | Derazona Air Services                     | PK-DBC   | Индонезия                  | 4/0    | Упал в море у побережья Явы. |
| 17 апреля  | Ми-8       | н.д.                                      | н.д.     | Краснодарский край, Россия | 1/н.д. | [ 32 ] |
| 17 апреля  | Ми-8       | Башкирские авиалинии                      | RA-24020 | Башкортостан, Россия       | 2/6    | Потерпел катастрофу при посадке. |
| 22 июня    | Ми-8       | Хакасия                                   | RA-24489 | Хакасия, Россия            | 0/17   | Упал на взлёте и сгорел. |
| 2 октября  | Белл 214ST | Aramco Associated Company                 | N704H    | Саудовская Аравия          | 12/8   | Упал в море у побережья Саудовской Аравии. |
| 19 ноября  | Ми-8       | KazAir West                               | UN-27035 | р-н Астрахани, Россия      | 5/0    | Разбился из-за потери пространственной ориентировки экипажем. |
| 23 декабря | Ми-8       | Вертикаль                                 | RA-24647 | Тюменская обл., Россия     | 2/1    | Разбился при неблагоприятных метеоусловиях. |

## Государственная авиация

### Самолёты
| Дата        | Тип ЛА                               | Эксплуатант                       | Номер           | Место                                         | Жертвы | Примечания |
| ----------- | ------------------------------------ | --------------------------------- | --------------- | --------------------------------------------- | ------ | --- |
| 6 января    | Су-27УБ                              | ВВС Эфиопии                       | н.д.            | Эфиопия                                       | 1/1    | Разбился во время демонстрационного полёта. Самолёт пилотировал российский лётчик (катапультировался).           |
| 7 января    | F-16D Block 42A «Файтинг Фалькон»    | ВВС США                           | 88-0154         | шт. Аризона, США                              | 0/2    | Разбился вскоре после взлета. Пострадал один человек на земле.                                                   |
| 13 января   | KC-135E «Стратотанкер»               | ВВС Национальной гвардии США      | 59-1452         | Гайленкирхен, Германия                        | 4/0    | Потерпел катастрофу при заходе на посадку.                                                                       |
| 20 января   | F/A-18C «Хорнет»                     | КМП США                           | 163759          | р-н о. Сикоку, Япония                         | 0/1    | Столкнулся в воздухе с другим F/A-18, которому удалось совершить посадку.                                        |
| 20 января   | A-10 «Тандерболт» II                 | ВВС Национальной гвардии США      | 78-0628         | р-н Уильямстауна, шт. Массачусетс, США        | 0/1    | Разбился, возвращаясь из ночного учебного вылета.                                                                |
| 21 января   | F-16C Block 50P «Файтинг Фалькон»    | ВВС США                           | 92-3900         | р-н Камаиси, Япония                           | 0/1    | Врезался в деревья из-за ошибки пилота.                                                                          |
| 21 января   | «Торнадо» IDS GR.1                   | Королевские ВВС                   | ZA330           | Ноттингемшир, Великобритания                  | 2/0    | Столкнулся в воздухе с лёгким частным самолётом.                                                                 |
| 21 января   | Ан-26                                | ВВС Никарагуа                     | 152             | р-н Блуфилдс, Никарагуа                       | 28/0   | Разбился в горной местности.                                                                                     |
| 25 января   | F-16B Block 20 «Файтинг Фалькон»     | ВВС Тайваня                       | 93-0834         | Тайвань                                       | 2/0    | Упал на дом в гористой местности.                                                                                |
| 27 января   | «Торнадо» IDS «Торнадо» IDS/T        | ВВС Германии                      | 43+26 44+36     | Северное море                                 | 1/1    | Столкнулись в воздухе.                                                                                           |
| 28 января   | F-15C «Игл»                          | ВВС США                           | 82-0020 84-0011 | Мексиканский залив                            | 0/1    | Столкнулись в воздухе.                                                                                           |
| 29 января   | «Харриер» GR.7                       | Королевские ВВС                   | ZG856           | шт. Невада, США                               | 0/1    | Разбился. Пилот катапультировался, но получил серьёзные травмы.                                                  |
| 2 февраля   | МиГ-23БН                             | ВВС Индии                         | н.д.            | Индия                                         | 0/1    | [ 57 ] |
| 3 февраля   | F-16C Block 25E «Файтинг Фалькон»    | ВВС США                           | 84-1304         | шт. Аризона, США                              | 0/1    | Разбился из-за технических неполадок.                                                                            |
| 4 февраля   | «Харриер» GR.7                       | Королевские ВВС                   | ZD326           | Германия                                      | 0/1    | [ 59 ] |
| 9 февраля   | F-7P                                 | ВВС Пакистана                     | н.д.            | р-н Чаквал, Пакистан                          | 0/1    | [ 60 ] |
| 16 февраля  | «Ягуар» IM                           | ВВС Индии                         | н.д.            | Индия                                         | 0/1    | Разбился на взлёте.                                                                                              |
| 24 февраля  | «Ягуар» A                            | ВВС Франции                       | A97 7-HR        | Франция                                       | 0/1    | [ 62 ] |
| 7 марта     | Ан-32                                | ВВС Индии                         | K-2673          | Дели, Индия                                   | 19/0   | На земле погибли 3 человека.                                                                                     |
| 11 марта    | A-5C                                 | ВВС Пакистана                     | н.д.            | р-н Пешавара, Пакистан                        | 0/1    | [ 64 ] |
| 15 марта    | МиГ-21У                              | ВВС Индии                         | н.д.            | р-н Дибругарх, Ассам, Индия                   | 0/2    | [ 65 ] |
| 16 марта    | МиГ-21                               | ВВС Индии                         | н.д.            | юго-запад Индии, р-н дер. Котади-Махадевпура  | 1/0    | [ 66 ] |
| 23 марта    | F-16A Block 10B «Файтинг Фалькон»    | ВВС Бельгии                       | FA-39 (78-0154) | р-н Динан, Бельгия                            | 1/0    | Разбился во время тренировочного полёта.                                                                         |
| 26 марта    | F-16C Block 42C «Файтинг Фалькон»    | ВВС США                           | 88-0490         | шт. Аризона, США                              | 0/1    | Разбился в результате отказа двигателя.                                                                          |
| 26 марта    | МиГ-21бис                            | ВВС Индии                         | н.д.            | р-н Сангрур, Пенджаб, Индия                   | 0/1    | [ 65 ] |
| 28 марта    | F-16D Block 30D «Файтинг Фалькон»    | ВВС Израиля                       | 031 (87-1695)   | Израиль                                       | 0/1    | Упал в Средиземное море в результате отказа двигателя.                                                           |
| 7 апреля    | KC-135R                              | ВВС Национальной гвардии США      | 57-1418         | Тинкер, Оклахома, США                         | 0/0    | Списан из-за повреждений, полученных при проведении наземных испытаний.                                          |
| 13 апреля   | МиГ-21                               | ВВС Индии                         | н.д.            | Индия                                         | 0/1    | [ 65 ] |
| 15 апреля   | Су-24МК                              | НАПО им. В. П. Чкалова            | н.д.            | Россия                                        | 2/0    | Потерпел катастрофу на взлёте в результате столкновения с птицами.                                               |
| 18 апреля   | F-111G                               | Королевские ВВС Австралии         | A8-291          | Малайзия                                      | 2/0    | Разбился у побережья Малайзии, выполняя ночной вылет в ходе международных учений.                                |
| 19 апреля   | «Альфа Джет» «Альфа Джет»            | ВВС Бельгии                       | AT-09 AT-16     | Бельгия                                       | 0/1    | Столкнулись в воздухе.                                                                                           |
| 22 апреля   | Су-24МР                              | ВВС России                        | н.д.            | р-н пос. Грушевая, Краснодарский край, Россия | 2/0    | Потерпел катастрофу в 15 км от Новороссийска.                                                                    |
| 26 апреля   | F-16D Block 42G «Файтинг Фалькон»    | ВВС США                           | 89-2175         | шт. Аризона, США                              | 0/2    | В полёте возникла техническая неисправность. Пока экипаж решал её, кончилось топливо и самолёт разбился.         |
| 12 мая      | МиГ-23                               | ВВС Румынии                       | н.д.            | Румыния                                       | 1/0    | Возможная причина — дезориентация пилота при выполнении учебного перехвата в сложных метеорологических условиях. |
| 1 июня      | F-16A Block 20 «Файтинг Фалькон»     | ВВС Тайваня                       | 6638 (93-0739)  | Южно-Китайское море                           | 1/0    | Упал в море по неизвестной причине.                                                                              |
| 2 июня      | МиГ-21УМ                             | ВВС Болгарии                      | н.д.            | р-н Пловдива, Болгария                        | 2/0    | [ 77 ] |
| 3 июня      | Ан-32                                | ВВС Судана                        | н.д.            | Судан                                         | 50/0   | Потерпел катастрофу в 80 км восточнее Хартума.                                                                   |
| 4 июня      | AV-8B «Харриер» II                   | КМП США                           | 164115          | Окинава, Япония                               | 0/1    | Загорелся на взлёте.                                                                                             |
| 12 июня     | Су-30МКИ                             | Флаг России                       | н.д.            | Ле Бурже, Франция                             | 0/2    | На выходе из пикирования коснулся хвостовой частью земли и загорелся.                                            |
| 14 июня     | AV-8B «Харриер» II                   | КМП США                           | 163866          | шт. Аризона, США                              | 0/1    | Разбился после отказа двигателя.                                                                                 |
| 15 июня     | F-15C «Игл» F-15D «Игл»              | ВВС США                           | 82-0008 79-0013 | шт. Невада, США                               | 0/1    | Столкнулись в воздухе.                                                                                           |
| 15 июня     | F-14A «Томкэт»                       | ВМС США                           | 161299          | Персидский залив                              | 0/2    | Разбился из-за отказа одного двигателя при возвращении на авианосец.                                             |
| 16 июня     | F/A-18D «Хорнет»                     | ВМС США                           | 163778          | шт. Аризона, США                              | 1/1    | [ 81 ] |
| 17 июня     | «Мираж» F-1                          | ВВС Греции                        | н.д.            | р-н Афин, Греция                              | 0/1    | Разбился при заходе на посадку.                                                                                  |
| 18 июня     | F-16D Block 42A «Файтинг Фалькон»    | ВВС Национальной гвардии США      | 87-0396         | шт. Аризона, США                              | 0/1    | Разбился по технической причине.                                                                                 |
| 19 июня     | МиГ-21                               | ВВС Индии                         | н.д.            | р-н Бармер, Индия                             | 1/0    | Отказ двигателя после столкновения с птицей.                                                                     |
| 23 июня     | МиГ-21                               | ВВС Индии                         | н.д.            | шт. Пенджаб, Индия                            | 1/0    | [ 85 ] |
| 29 июня     | AV-8B «Харриер» II                   | КМП США                           | 164135          | шт. Калифорния, США                           | 0/1    | [ 48 ] |
| 30 июня     | «Ягуар» IS                           | ВВС Индии                         | н.д.            | Пенджаб, Индия                                | 0/1    | [ 86 ] |
| 30 июня     | MFI-17 «Мушак»                       | ВВС Пакистана                     | н.д.            | Пенджаб, Пакистан                             | 2/0    | [ 87 ] |
| 1 июля      | F-16C Block 25D «Файтинг Фалькон»    | ВВС США                           | 84-1268         | шт. Флорида, США                              | 1/0    | Потерпел катастрофу предположительно в результате столкновения с птицей.                                         |
| 2 июля      | МиГ-27М                              | ВВС Индии                         | н.д.            | шт. Раджастхан, Индия                         | 1/0    | Потерпел катастрофу из-за пожара двигателя.                                                                      |
| 5 июля      | F-5                                  | ВВС Греции                        | н.д.            | р-н Салоник, Греция                           | 1/1    | [ 90 ] |
| 9 июля      | «Харриер» GR.7                       | Королевские ВВС                   | ZD345           | р-н Сполдинг, Великобритания                  | 0/1    | Разбился после отказа двигателя.                                                                                 |
| 12 июля     | F-16C Block 30D «Файтинг Фалькон»    | ВВС США                           | 86-0284         | шт. Нью-Мексико, США                          | 0/1    | Разбился после отрыва двух лопаток турбины двигателя.                                                            |
| 14 июля     | «Харриер» GR.7                       | Королевские ВВС                   | ZG532           | р-н Колдстрим, Великобритания                 | 0/1    | Пилот совершил резкий манёвр, чтобы избежать столкновения с другим самолётом.                                    |
| 30 июля     | «Торнадо» IDS                        | ВВС Германии                      | 45+05           | Норвегия                                      | 0/2    | Разбился во время учебного полёта у побережья Норвегии.                                                          |
| 6 августа   | МиГ-29                               | ВВС Индии                         | н.д.            | шт. Химачал-Прадеш, Индия                     | 1/0    | [ 94 ] |
| 11 августа  | F-16C Block 30K «Файтинг Фалькон»    | ВВС США                           | 88-0403         | Кунсан, Южная Корея                           | 0/1    | Столкнулся в воздухе с другим F-16, которому удалось совершить посадку.                                          |
| 17 августа  | МиГ-21 ЛансеР                        | ВВС Румынии                       | 9511            | р-н Бакэу, Румыния                            | 0/2    | Разбился на взлёте.                                                                                              |
| 18 августа  | F-16A Block 20 «Файтинг Фалькон»     | ВВС Тайваня                       | 6680 (93-0781)  | Тайвань                                       | 0/1    | [ 96 ] |
| 18 августа  | Су-24                                | ВВС Украины                       | н.д.            | р-н Луцка, Украина                            | 0/2    | При выполнении учебного полёта возник пожар на борту.                                                            |
| 19 августа  | F-15A «Игл»                          | ВВС Национальной гвардии США      | 76‑0117         | шт. Миссури, США                              | 0/1    | Столкнулся в воздухе с другим F-15, которому удалось совершить посадку.                                          |
| 20 августа  | «Торнадо» IDS                        | ВВС Италии                        | MM7010          | р-н о. Сицилия, Италия                        | 2/0    | [ 98 ] |
| 26 августа  | F-16C Block 40 «Файтинг Фалькон»     | ВВС Турции                        | н.д.            | р-н Батман, Турция                            | 0/1    | [ 99 ] |
| 1 сентября  | «Торнадо» IDS/T                      | Королевские ВВС Саудовской Аравии | 7501            | Саудовская Аравия                             | н.д.   | [ 100 ] |
| 17 сентября | C-130A «Геркулес»                    | ВВС Мексики                       | 3610 (57-0510)  | Мексика                                       | 5/0    | [ 101 ] |
| 20 сентября | F-16D Block 25A «Файтинг Фалькон»    | ВВС США                           | 83-1179         | шт. Аризона, США                              | 0/1    | Разбился по технической причине во время посадки.                                                                |
| 20 сентября | JAS 39A «Грипен»                     | ВВС Швеции                        | 39-156          | оз. Венерн, Швеция                            | 0/1    | Упал в озеро во время учебного воздушного боя.                                                                   |
| 20 сентября | «Ягуар» IS                           | ВВС Индии                         | н.д.            | Горакхпур, Индия                              | 0/1    | [ 104 ] |
| 22 сентября | «Мираж» F-1                          | ВВС Греции                        | н.д.            | Греция                                        | 0/1    | Упал в Эгейское море.                                                                                            |
| 23 сентября | F-16A Block 15W «Файтинг Фалькон»    | Королевские ВВС Нидерландов       | J-361 (84-1361) | Северное море                                 | 0/1    | Упал в море во время учебного полёта.                                                                            |
| 24 сентября | «Торнадо» IDS/T                      | ВВС Германии                      | 43+44 46+03     | шт. Нью-Мексико, США                          | 0/2    | Столкнулись в воздухе.                                                                                           |
| 12 октября  | «Мираж» 2000C                        | ВВС Франции                       | 84/12-KT        | Чехия                                         | 0/1    | Разбился при заходе на посадку в ночных условиях.                                                                |
| 14 октября  | «Торнадо» IDS GR.1                   | Королевские ВВС                   | ZD809           | р-н Ньюкасла, Великобритания                  | 2/0    | Причиной катастрофы стало сочетание сложных метеорологических условий и ошибки пилота.                           |
| 15 октября  | «Мираж» 2000-5D                      | ВВС Тайваня                       | н.д.            | Тайвань                                       | 0/2    | Отказ двигателя в результате попадания птицы в воздухозаборник.                                                  |
| 20 октября  | «Ягуар» GR.3                         | Королевские ВВС                   | XZ381/D         | Великобритания                                | 0/1    | Разбился в результате отказа обеих гидравлических систем.                                                        |
| 21 октября  | F-14B «Томкэт»                       | ВМС США                           | 161871          | Карибское море                                | 0/2    | Упал в море у побережья Пуэрто-Рико при запуске с авианосца.                                                     |
| 22 октября  | «Хок» T.1                            | Королевские ВВС                   | XX193           | Великобритания                                | 1/0    | [ 59 ] |
| 26 октября  | «Мираж» IIIE                         | ВВС Пакистана                     | н.д.            | севернее Карачи, Пакистан                     | 0/1    | [ 111 ] |
| 28 октября  | F/A-18B «Хорнет»                     | ВМС США                           | н.д.            | шт. Джорджия, США                             | 2/0    | Самолёт пилотажной группы «Голубые ангелы» потерпел катастрофу при заходе на посадку.                            |
| 29 октября  | P-3C «Орион»                         | ВМС Пакистана                     | 83              | Пакистан                                      | 21/0   | [ 111 ] |
| 29 октября  | МиГ-21                               | ВМС Польши                        | н.д.            | Польша                                        | 0/1    | Зацепил крылом здание и упал в Балтийское море.                                                                  |
| 30 октября  | MFI-17 «Мушак»                       | ВВС Пакистана                     | н.д.            | Пакистан                                      | 2/0    | [ 114 ] |
| 2 ноября    | МиГ-29                               | ВВС России                        | н.д.            | Кубинка, Россия                               | 0/1    | Самолёт пилотажной группы «Стрижи» разбился на посадке после столкновения в воздухе с другим самолётом.          |
| 7 ноября    | «Ягуар» IS                           | ВВС Индии                         | н.д.            | шт. Уттар-Прадеш, Индия                       | 0/1    | [ 116 ] |
| 8 ноября    | «Мираж» F-1                          | Королевские ВВС Иордании          | н.д.            | Иордания                                      | 0/1    | Разбился по технической причине.                                                                                 |
| 14 ноября   | S-3B «Викинг»                        | ВМС США                           | 158864          | Персидский залив                              | 2/0    | Упал в море при запуске с авианосца.                                                                             |
| 17 ноября   | F-16C Block 30F «Файтинг Фалькон»    | ВВС США                           | 87-0240         | р-н Вермонта, шт. Иллинойс, США               | 0/1    | Столкнулся в воздухе с другим F-16, которому удалось совершить посадку.                                          |
| 17 ноября   | «Торнадо» ADV F.3T                   | Королевские ВВС                   | ZE830           | р-н Данбара, Великобритания                   | 0/2    | Упал в Северное море недалеко от АЭС Торнесс в результате пожара двигателя.                                      |
| 22 ноября   | T-33A «Шутинг Стар»                  | Воздушные силы самообороны Японии | 51-5648         | р-н Сайтама, Япония                           | 2/0    | В результате падения самолёта на линию электропередач был временно обесточен ряд кварталов Токио..               |
| 3 декабря   | F/A-18A «Хорнет»                     | ВМС США                           | 163128          | шт. Техас, США                                | 0/1    | [ 118 ] |
| 3 декабря   | МиГ-21                               | ВВС Индии                         | н.д.            | р-н дер. Зикрапур, Индия                      | 1/0    | [ 122 ] |
| 9 декабря   | TA-7C «Корсар» II                    | ВВС Греции                        | 156800          | Греция                                        | 0/2    | Разбился после отказа двигателя.                                                                                 |
| 10 декабря  | C-130E «Геркулес»                    | ВВС США                           | 63-7854         | Кувейт                                        | 3/94   | Разбился при заходе на посадку из-за ошибки экипажа.                                                             |
| 14 декабря  | «Мираж» 2000-5E                      | ВВС Тайваня                       | н.д.            | Тайвань                                       | 1/0    | Упал в море. |
| 22 декабря  | F-16A Block 20 MLU «Файтинг Фалькон» | Королевские ВВС Нидерландов       | J-059 (86-0059) | Нидерланды                                    | 0/1    | Столкнулся с лёгким гражданским самолётом.                                                                       |

### Вертолёты
| Дата       | Тип ЛА            | Эксплуатант                   | Номер    | Место                       | Жертвы | Примечания                                                                      |
| ---------- | ----------------- | ----------------------------- | -------- | --------------------------- | ------ | ------------------------------------------------------------------------------- |
| 4 февраля  | UH-60 «Блэк Хок»  | Армия США                     | 83-23926 | Южная Корея                 | 2/3    | [ 127 ]                                                                         |
| 2 апреля   | Ми-8              | ФПС России                    | н.д.     | таджикско-афганская граница | 18/0   | Зацепился за линию электропередач.                                              |
| 22 апреля  | UH-60L «Блэк Хок» | Армия США                     | 92-26457 | шт. Кентукки, США           | 7/4    | [ 127 ]                                                                         |
| 27 августа | Ми-8              | ЛИИ им. М. М. Громова         | 32       | Жуковский, Россия           | 1/2    | Разбился из-за технической неисправности. Выполнял десантирование парашютистов. |
| 9 декабря  | CH-46D «Си Найт»  | КМП США                       | 154790   | р-н Сан-Диего, США          | 7/11   | Упал в Тихий океан во время учений.                                             |
| 11 декабря | UH-1H «Ирокез»    | Национальная полиция Колумбии | PNC-0169 | р-н Кали, Колумбия          | 1/7    | Разбился при выполнении вынужденной посадки.                                    |